# The Chieftains
The Chieftains zijn een van de belangrijkste folkmuziekgroepen in Ierland.

## Geschiedenis
In 1962 werd de groep in Dublin opgericht op initiatief van Paddy Moloney (1938-2021), die tot aan zijn dood de leider was. De andere leden waren toen Seán Potts (1930-2014), Seán Keane (1946), Derek Bell (1935-2002), Martin Fay, Michael Tubridy en Kevin Conneff. In de loop der jaren is de bezetting verschillende keren gewijzigd. De belangrijkste aanwinst is Matt Molloy, een van de bekendste fluitspelers van Ierland, die in 1979 toetrad.
Na een lange periode van spelen in de traditionele Ierse folkstijl kwamen vanaf het einde van de jaren tachtig verschillende andere muziekstijlen aan de orde.

## Samenwerking
De Chieftains hebben met diverse bekende muzikanten samengewerkt. Op de cd The Long Black Veil treden ze op met Sting, Mick Jagger, Sinéad O'Connor, Van Morrison, Mark Knopfler, Ry Cooder, Marianne Faithfull, Tom Jones en The Rolling Stones. Ter nagedachtenis aan de overleden Derek Bell werd in 2005 de CD A Life from Dublin. A Tribute to Derek Bell gerealiseerd. Ze hebben ook met The Corrs meegewerkt voor hun lied I Know My Love van het album Tears of Stone. In 1987 maakten ze met Van Morrison het album Irish Heartbeat. Tweemaal - 1987 en in 1990 - hebben zij opnames gemaakt met de Ierse fluitist James Galway, die behalve op zijn dwarsfluit ook op de tin whistle speelde.
Als speciale gast treedt de Amerikaanse zangeres Nanci Griffith op bij een drietal albums. Zij zingt The Wexford Carol, een traditionele Christmas Carol op A Chieftans Celebration (1989), The Chieftains—The Bells of Dublin (1991) en The Chieftains—An Irish Evening (1992). Bij laatstgenoemd liveconcert zingt zij ook Little Love Affairs, Red is the Rose en Ford Econoline.

## Discografie
The Chieftains
- 2006 The Essential Chieftains
- 2005 A Life from Dublin. A Tribute to Derek Bell
- 2003 Further Down the Old Plank Road
- 2002 Down the Old Plank Road
- 2001 The Wide World Over (A 40 Years Celebration)
- 2000 Water from the Well
- 2000 From the beginning (Chieftains 1 t/m 4)
- 1999 The Very Best of the Claddagh Years. volume 1
- 1999 The Very Best of the Claddagh Years. volume 2
- 1999 A Collection of Favorites
- 1999 Tears of Stone
- 1998 Silent Night A Christmas in Rome
- 1998 Long Journey Home
- 1998 Fire in the Kitchen
- 1998 Celtic Wedding Music of Brittany
- 1997 Water from the Well
- 1996 Santiago
- 1996 Film Cuts
- 1995 The Long Black Veil
- 1993 The Celtic Harp
- 1992 The Magic of The Chieftains
- 1992 The Best of The Chieftains
- 1992 An Irish Evening
- 1992 Another Country
- 1991 The Bells of Dublin
- 1991 Reel Music - The Film Scores
- 1990 James Galway & The Chieftains: Over the Sea to Skye
- 1989 Collection
- 1989 A Chieftains Celebration
- 1988 Van Morrison & The Chieftains - Irish Heartbeat
- 1988 The Tailor of Gloucester
- 1987 Celtic Wedding - Music of Brittany
- 1987 The Chieftains in Ireland
- 1987 The Chieftains in China
- 1987 Ballad of the Irish Horse
- 1982 The Grey Fox
- 1982 The Year of the French
- 1981 The Chieftains 10 - Cotton Eyed Joe
- 1979 The Chieftains 9 - Boil the Breakfast Early
- 1978 The Chieftains 8
- 1977 The Chieftains 7
- 1977 The Chieftains Live
- 1977 The Chieftains 6 - Bonaparte's Retreat
- 1975 Barry Lyndon
- 1975 The Chieftains 5
- 1973 The Chieftains 4
- 1971 The Chieftains 3
- 1969 The Chieftains 2
- 1964 The Chieftains 1

Opnamen van anderen met (leden van) The Chieftains
- 1997 The Healing Game - Van Morrison met Paddy Moloney met 'Piper at the Gates of Dawn'
- 1995 Winnie the Pooh - Soundtrack
- 1995 Circle of Friends - Soundtrack
- 1995 Celtic Christmas - met Paddy Moloney
- 1994 A Celebration: The Music of Pete Townshend and The Who
- 1992 Music at Matt Molloy's
- 1990 Far and Away - Muziekband
- 1989 Spike - Elvis Costello met Derek Bell met 'Any King's Shilling'
- 1989 Ancient music for the Irish Harp - Derek Bell
- 1988 Wild Frontier - Gary Moore met Paddy Moloney
- 1988 The Week before Easter - Kevin Conneff
- 1988 The Fire Aflame - Matt Molloy, Seán Keane en Liam O' Flynn
- 1988 Primitive Cool - Mick Jagger met Paddy Moloney met 'Party Doll'
- 1987 Stoney Steps - Matt Molloy
- 1985 Contentment is Wealth - Matt Molloy, Seán Keane en Arty McGlynn
- 1984 From Singing to Swing - Derek Bell
- 1982 Solofria Milladoiro - met Paddy Moloney
- 1982 I Can't Stand Still - Don Henley (track Lá Eile met Paddy Moloney en Derek Bell)
- 1982 Five Miles Out - Mike Oldfield met Paddy Moloney
- 1982 Derek Bell's Musical Ireland
- 1981 The Heathery Breeze - met Matt Molloy
- 1981 The Best of the Bothy Band - met Matt Molloy
- 1981 Seán Keane
- 1981 Rainclouds - Paul McCartney en Stevie Wonder - met Paddy Moloney
- 1981 Derek Bell plays with Himself
- 1980 Roll away the Reel World - James Keane met Seán Keane
- 1980 Carolan's Favourite - met Derek Bell
- 1979 Afterhours - Bothy Band met Matt Molloy
- 1978 Prosperous - Christy Moore met Kevin Conneff
- 1978 Matt Molloy, Paul Brady en Tommy Peoples
- 1977 Out of the Wind into the Sun - The Bothy Band met Matt Molloy
- 1977 Jig it in Style - met Seán Keane
- 1976 Watermark - met Art Garfunkel
- 1976 Old Hag you have Killed Me - The Bothy Band met Matt Molloy
- 1975 Tin Whistles - Paddy Moloney en Seán Potts
- 1975 The Bothy Band - The First Album - met Matt Molloy
- 1975 Ommadawn - Mike Oldfield met Paddy Moloney
- 1975 Gusty's Frolics - met Sean Keane
- 1975 Carolan's Receipt - met Derek Bell
- 1973 The Castle Céilí Band - met Seán Keane en Michael Tubridy
- 1972 Gulliver's Travels - Paul McCartney en Mick McGear
- 1971 The Drones and the Chanter - solo tracks met Paddy Moloney

## Hitlijsten

### Albums
| Album met eventuele hitnotering(en) in de Nederlandse Album Top 100 | Datum van verschijnen | Datum van binnenkomst | Hoogste positie | Aantal weken | Opmerkingen      |
| ------------------------------------------------------------------- | --------------------- | --------------------- | --------------- | ------------ | ---------------- |
| Irish heartbeat                                                     | 1988                  | 02-07-1988            | 33              | 10           | met Van Morrison |
| The long black veil                                                 | 1995                  | 04-02-1995            | 23              | 20           |                  |
| Long journey home                                                   | 1998                  | 14-02-1998            | 30              | 11           | Soundtrack       |
| Tears of stone                                                      | 1999                  | 20-03-1999            | 85              | 4            |                  |
| San Patricio                                                        | 05-03-2010            | 13-03-2010            | 57              | 3*           | met Ry Cooder    |

| Album met hitnotering(en) in de Vlaamse Ultratop 200 albums | Datum van verschijnen | Datum van binnenkomst | Hoogste positie | Aantal weken | Opmerkingen   |
| ----------------------------------------------------------- | --------------------- | --------------------- | --------------- | ------------ | ------------- |
| The long black veil                                         | 1995                  | 20-05-1995            | 40              | 3            |               |
| Tears of stone                                              | 1999                  | 03-04-1999            | 37              | 4            |               |
| The wide world over                                         | 2002                  | 30-03-2002            | 48              | 1            |               |
| San Patricio                                                | 2010                  | 20-03-2010            | 48              | 2*           | met Ry Cooder |